# Hamadryas glauconome
Espèce
Hamadryas glauconome est une  espèce de lépidoptères (papillons) de la famille des Nymphalidae et de la sous-famille des Biblidinae et du genre Hamadryas.

## Dénomination
Hamadryas glauconome a été décrit par Henry Walter Bates en 1864 sous le nom initial d' Ageronia glauconome.

### Sous-espèces
- Hamadryas glauconome glauconome présent  au Guatemala, au Costa Rica et au Mexique.
- Hamadryas glauconome grisea Jenkins, 1983 présent au Mexique[1].

### Nom vernaculaire
Hamadryas glauconome se nomme Glaucous Cracker en anglais,.

## Description
Hamadryasglauconome est un papillon au dessus marbré de marron, de gris et de crème. Il présente une ligne submarginale d'ocelles pupillés.
Le revers est crème avec une bande de dessins dans l'aire poste discale et une ligne submarginale d'ocelles.

## Biologie
Hamadryas glauconome vole toute l'année en zone tropicale en plusieurs générations.

### Plantes hôtes
La plante hôte de sa chenille est Dalechampia scandens (Euphorbiaceae) .

## Écologie et distribution
Hamadryas glauconome est présent  au Guatemala, au Costa Rica et au Mexique. Des individus isolés ont été inventoriés dans le sud du Texas et le sud de l'Arizona.

### Biotope
Hamadryas glauconome réside en zone tropicale semi-désertique boisée.

### Protection
Pas de statut de protection particulier.